# 頓所式1型
頓所式1型
- 分類：ハンググライダー
- 設計者：頓所好勝
- 製造者：頓所好勝
- 運用者：頓所好勝
- 初飛行：1937年3月10日
- 生産数：1機
- 運用状況：退役

頓所式1型（とんどころしきいちがた）は、日本で初めて飛行した国産ハンググライダー（懸垂式滑空機）。飛行家頓所好勝によって1937年（昭和12年）に製作された。

## 経緯
1915年（大正4年）に長野県下高井郡（現中野市）で生まれた頓所は、尋常小学校の四年生だった大正後期から模型飛行機の製作に没頭していたが、1933年（昭和8年）頃に自宅近在の上田市に飛来したドイツ製グライダーであるゲッピンゲン機の影響を受け、グライダーの自作を決意。模型飛行機の製作経験と、ドイツ語の原書を購入した航空機製作の指南書『ゲッチンゲン研究ノート』（Ergebnisse der Aerodynamischen Versuchsanstalt zu Göttingen）を参考としつつ設計を開始し、1935年（昭和10年）末にハンググライダーとして設計がまとまった。機体の製作は自宅2階の使われなくなった蚕室で行い、1937年春に機体を完成させた。
航空局の検査を1回で通過した後、頓所式1型は頓所の操縦によって1937年3月10日に下高井郡延徳村で初飛行に成功。続いて4回ほどの試験滑空を行った。その後、頓所は頓所式1型を母校である旧制須坂中学校に預けた後、立川飛行機勤務を経て航空局航空試験所の検査官となったが、頓所式1型による飛行は継続し、保管場所を須坂中学から霧ヶ峰グライダー研究会（霧研）の格納庫に移した後の1943年（昭和18年）2月11日には、霧ヶ峰にて雪上での飛行実験を行っている。しかし、1945年（昭和20年）の太平洋戦争終戦に伴い、連合国軍最高司令官総司令部（GHQ）によって発せられた飛行停止命令を受け、頓所式1型は霧研が保有していた他のグライダーとともに焼却処分され、失われた。
戦後、頓所は新たに比較的通常のハンググライダーに近い無尾翼型の頓所式II型 マイウィングを製作し、1976年（昭和51年）に初飛行させた。さらにモーターハンググライダーである頓所式III型の構想もあったが、こちらは設計が固まらないまま、1999年（平成11年）に頓所が死去したことによって終わっている。また、1938年（昭和13年）ごろには頓所式1型を発展させた人力飛行機も計画されていた
。

## 設計
頓所式1型は戦後に普及した主翼のみのハンググライダーとは異なり、主翼のほかに胴体と尾翼を有するソアラー（上級滑空機）に近い形状のものだった。操縦者は上半身のみを機首の風防の中に入れ、胴体から下半身をぶら下げる形で滑空する。機体はスプルース製骨組みに羽布張りで、機体の軽量化のために、主翼取付部のボルトを除き釘などは使用されていない。主翼は左右安定のために翼端に上反角がついた逆ガル翼となっていた。発航にはゴム索を用いる。
機体への「搭乗」は風防上部に設けられたフタから行われ、このフタは飛行中はゴム紐によって自動的に閉まるようになっている。また、機体下部にも足を突き出すためのフタが設けられており、こちらも操縦者が飛行中に足を胴体内に引き込むと自動的に閉まるようになっていた。

## 諸元
- 全長：3.5 m
- 全幅：9.0 m
- 全高：0.9 m（操縦者含まず）
- 翼面積：9.0 m2
- 自重：25 kg
- 全備重量：80 kg
- 最良滑空速度：57 km/h
- 翼面荷重：6 kg/m2
- 乗員：1名